# The Lattice Project
The Lattice Project combina recursos informáticos, middleware de grids, aplicaciones científicas especializadas y servicios web en un sistema de computación grid integral para el análisis científico.
Un aspecto importante del proyecto utiliza la plataforma Berkeley Open Infrastructure for Network Computing (BOINC). El proyecto mantiene una página web BOINC independiente.